# Ле-Брюске
Ле-Брюске́ (фр. Le Brusquet, окс. Lo Brusquet) — коммуна во Франции, находится в регионе Прованс — Альпы — Лазурный Берег. Департамент коммуны — Альпы Верхнего Прованса. Входит в состав кантона Ла-Жави. Округ коммуны — Форкалькье.
Код INSEE коммуны — 04036.

## Население
Население коммуны на 2008 год составляло 976 человек.
| 1962 | 1968 | 1975 | 1982 | 1990 | 1999 | 2008 |
| ---- | ---- | ---- | ---- | ---- | ---- | ---- |
| 235  | 264  | 330  | 585  | 787  | 966  | 976  |

## Экономика
В 2007 году среди 671 человек в трудоспособном возрасте (15—64 лет) 503 были экономически активными, 168 — неактивными (показатель активности — 75,0 %, в 1999 году было 73,5 %). Из 503 активных работали 461 человек (239 мужчин и 222 женщины), безработных было 42 (21 мужчина и 21 женщина). Среди 168 неактивных 65 человек были учениками или студентами, 76 — пенсионерами, 27 были неактивными по другим причинам.

## Достопримечательности
- Часовня Нотр-Дам-де-Лозьер
- Приходская церковь Нотр-Дам (1844) в романском стиле
- Церковь Сен-Морис (XII—XIII века), была приходской церковью до XIX века
- Часовня Сен-Жозеф (1653—1654 года), была преобразована в школу и жилые помещения для персонала и учителей
- Часовня Нотр-Дам-де-Гран-Ном